# Marseille-en-Beauvaisis
Marseille-en-Beauvaisis is een gemeente in het Franse departement Oise (regio Hauts-de-France). De plaats maakt deel uit van het arrondissement Beauvais. De gemeente telde 1.426 inwoners op 1 januari 2022.

## Geografie
De oppervlakte van Marseille-en-Beauvaisis bedroeg op 1 januari 2022 8,26 vierkante kilometer; de bevolkingsdichtheid was toen 172,6 inwoners per km².

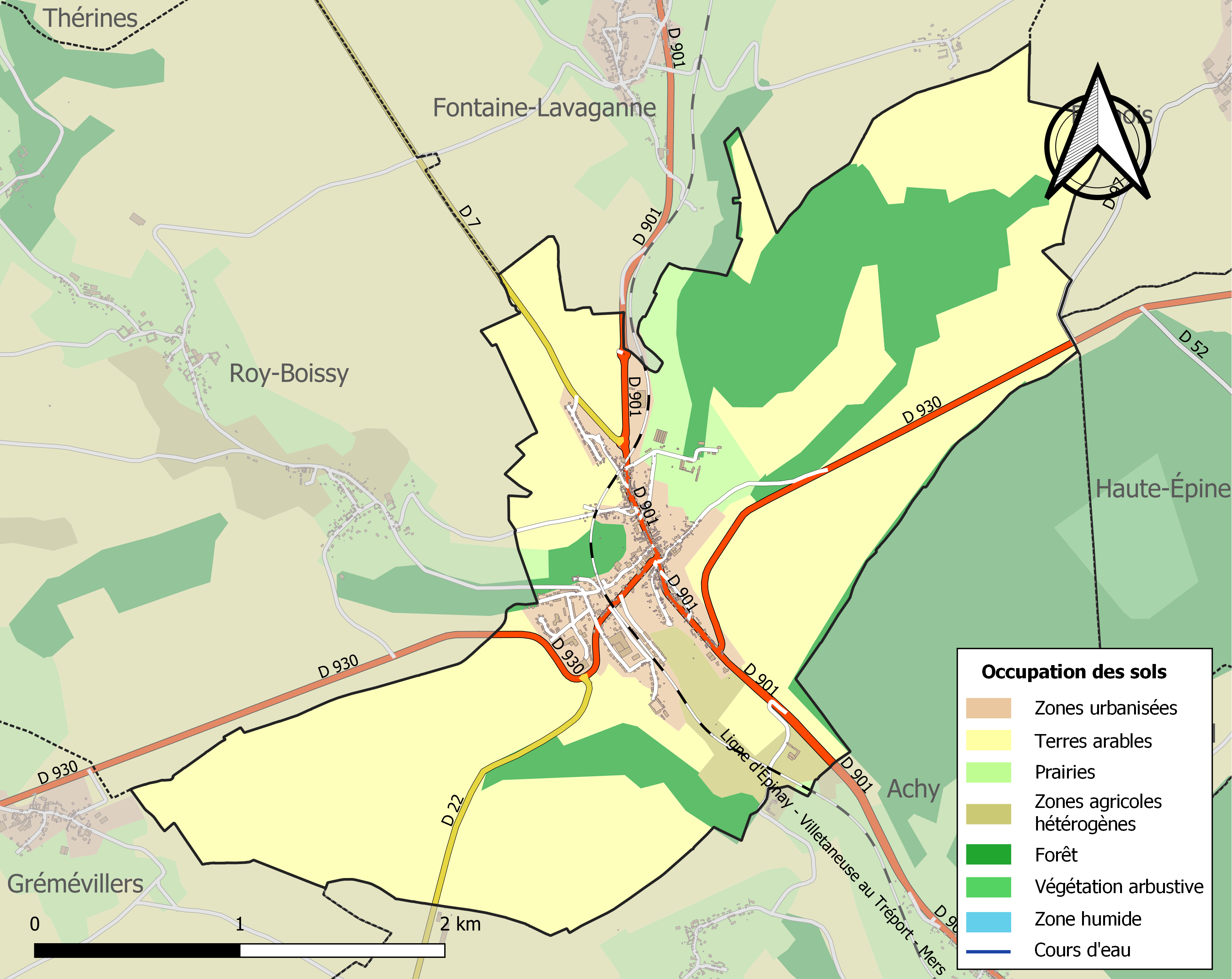
Kaart van de gemeente met belangrijkste infrastructuur, bodemgebruik en omliggende gemeenten

## Verkeer en vervoer
In de gemeente ligt spoorwegstation Marseille-en-Beauvaisis.

## Demografie
Onderstaande figuur toont het verloop van het inwonertal (bron: INSEE-tellingen).